# Malkhas Amoyan
Malkhas Amoyan (Yerevan, 22 de janeiro de 1999) é um lutador de estilo greco-romana armênio.

## Carreira
Em 2020, Amoyan conquistou a medalha de prata na categoria de 72 kg na Copa do Mundo de Luta Individual realizada em Belgrado, Sérvia.
Amoyan ganhou a medalha de ouro no evento de 72 kg no Campeonato Mundial de Luta Livre de 2021, realizado em Oslo, Noruega. Em 2021, ele também ganhou a medalha de prata no evento de 72 kg no Campeonato Europeu de Luta Livre realizado em Varsóvia, Polônia.
Amoyan ganhou a medalha de ouro no evento de 77 kg no Campeonato Europeu de Luta Livre de 2022, realizado em Budapeste, Hungria. Ele ganhou uma das medalhas de bronze no evento de 77 kg no Campeonato Mundial de Luta Livre de 2022, realizado em Belgrado, Sérvia. Amoyan também ganhou uma das medalhas de bronze no evento de 77 kg no Campeonato Mundial de Luta Livre de 2023, realizado em Belgrado, Sérvia.
Ele ganhou a medalha de ouro no evento de 77 kg no Campeonato Europeu de Luta Livre de 2024, realizado em Bucareste, Romênia. Na final, ele derrotou Yunus Emre Başar da Turquia. Ele ganhou uma das medalhas de bronze no evento de 77 kg nas Olimpíadas de Verão de 2024 em Paris, França.